# هلن آینسوردت
هلن آینسوردت (انگلیسی: Helen Ainsworth؛ ۱۰ اکتبر ۱۹۰۱ – ۱۸ اوت ۱۹۶۱) یک هنرپیشه و تهیه‌کننده اهل ایالات متحده آمریکا بود. وی بین سال‌های ۱۹۲۹ تا ۱۹۶۱ میلادی فعالیت می‌کرد.